# 띠부씰
띠부씰은 식품에 동봉된 스티커 캐릭터 상품을 말한다. 띠부띠부씰은 비닐류의 소재로 종이 스티커와 달리 탈부착이 자유롭고, 수집에 용이하다는 특징이 있다. 1998년 다이이치빵(第一パン)에서 발매된 데코캐릭터씰과 유사한 종류의 제품으로 당시 데코캐릭터씰과 띠부띠부씰의 스티커는 유니테크에서 제작되었다.

## 역사
1999년 포켓몬스터의 애니메이션이 지상파 방송인 SBS를 타고 전국에 방영되며 대한민국도 저연령층을 중심으로 포켓몬스터 붐이 일었다. 각종 유불법 포켓몬스터 상품이 난립하며 소비자 유치에 나서고 있던 사이, 제빵회사였던 샤니는 일본 본사로부터 포켓몬스터 라이선스를 얻어 애니메이션 《포켓몬스터》에 등장하는 포켓몬이나 등장인물 개별을 주제로 한 빵 제품 10여가지 이상을 제작, 내부에는 "띠부띠부씰"이라는 이름의 포켓몬스터의 스티커를 동봉하여 판매하기 시작했다.
애니메이션 《포켓몬스터》의 흥행과 함께 제품은 높은 수요를 보였다. 제품 내부의 스티커는 전국적인 수집열풍을 불러일으키며 그 판매량을 더욱 높였다. 포켓몬스터의 종류는 판매 개시 당시 151종이었고, 빵을 사서 개봉하기 전까지는 안에 어떤 종류의 포켓몬 스티커가 들어가 있는지 알 수 없는 점, 시기별로 출하되는 몬스터의 종류가 다르다는 점 때문에 151종을 전부 모으기 위해서는 상당하고도 지속적인 구매가 필요했다. 이러한 마케팅은 유행이 극에 다다르던 1999년 11월에는 일평균 150만봉 판매라는 기록을 세우며 당 회사 최고판매기록을 경신했다.
이후 포켓몬, 메이플, 디지몬에도 동일한 판매전략을 사용한 삼립과 샤니는 2000년대 중반기에 접어들며 포켓몬·디지몬 등의 일명 "몬스터 붐"이 사그라들자 판매량이 줄어 점차 생산을 줄여나가다 중단했다가, 10년 만에 2008년에는 샤니에서 〈포켓몬스터DP 빵〉이 출시되었다. 하지만 이번에 나온 띠부띠부씰은 원래 총 493종(중복, 10주년 제외)으로 나올 예정이었으나, 초창기 때와 같이 같은 포켓몬에 다른 표정이 나왔고, 10주년 띠부띠부씰까지 나와 개수는 그 이상이다.

## 삼립의 경우
한편 2007년경에는 삼립에서도 《포켓몬스터 AG 빵》과 《메이플 빵》이 등장하였다. 하지만 스티커 수는 100종에도 미치지 못했으며 판매부진으로 결국 생산을 중단하였다.
2015년에는 라인과 라인 레인저스 캐릭터 띠부띠부실이 동봉된 빵을 판매했었고, 2019년에는 라인과 보이그룹 방탄소년단 콜라보 캐릭터 BT21 캐릭터 띠부띠부실이 동봉된 캐릭터 빵을 판매하고 있다. 2020년도에는 EBS 1TV의 마스코트 《펭수》가 콜라보레이션도 등장했다. 이름은 펭수빵. 2021년도에는 데브시스터즈의 게임 쿠키런: 킹덤과 콜라보레이션을 해 쿠키런: 킹덤의 쿠키들이 든 띠부띠부씰을 동봉해 판매하고 있다. 쿠키들은 30종, 실 뒷면에 별사탕 5레벨 25개가 있는 쿠폰번호가 적혀있다.

## 같이 보기
- 포켓몬스터
- 포켓몬의 목록
- 디지털 몬스터
- 삼립
- 샤니
- 쿠키런: 킹덤